# David Moshman
David S. Moshman, né le 9 mai 1951 est un psychologue et professeur émérite de psychologie américain. Il se spécialise dans l'étude psychologique des adolescents, mais à également publié plusieurs ouvrages autour de la question des génocides. 

## Biographie
David Moshman naît le 9 mai 1951. Il est professeur émérite de psychologie de l'éducation à l'université du Nebraska à Lincoln
et tient un blog sur la liberté académique dans les pages du HuffPost.

## Publications
- (en) Developmental psychology: A topical approach, Little & Brown, 1987.  (ISBN 978-0316585613)
- (en) Children, Education, and the First Amendment: A Psycholegal Analysis, University of Nebraska Press, 1989.  (ISBN 978-0803231108)
- (en) Adolescent Rationality and Development: Cognition, Morality, Identity, Psychology Press, 2004 (2e édition).  (ISBN 978-0805848304)
- (en) Liberty and Learning: Academic Freedom for Teachers and Students, Heinemann, 2009.  (ISBN 978-0325021218)
- (en) Adolescent Rationality and Development: Cognition, Morality, and Identity, Psychology Press, 2011 (3e édition).  (ISBN 978-1848728615)
- (en) Epistemic Cognition and Development: The Psychology of Justification and Truth, Psychology Press, 2016.  (ISBN 978-1848725140)